# CMA CGM Bougainville
Pour les autres navires du même nom, voir Bougainville (navire).
Le CMA CGM Bougainville est un navire porte-conteneurs de la compagnie française CMA CGM. Le bateau, a été nommé ainsi en hommage au navigateur français Louis-Antoine de Bougainville. C'est le quatrième de la série de six navires du groupe appartenant à la même classe à être livré en 2015 et le plus long. C'est le plus grand navire français de l'histoire lors de sa livraison. Il est inauguré le 6 octobre 2015 au Havre, en présence du président de la République française François Hollande. Il y a vingt-six membres d'équipage à bord. Première technologique, la traçabilité de chaque conteneur est surveillée, mais aussi ses vibrations et températures.

## Caractéristiques
Une dizaine de terrains de football peuvent rentrer sur ce bateau. Il peut contenir 17 722 conteneurs et offre 1 254 prises Reefer,. Son tirant d'eau est de 16 mètres. Sa vitesse de croisière est de 20 nœuds. Il est positionné sur la French Asia Line (FAL), ligne maritime de CMA CGM reliant l'Europe à l'Asie du Sud-Est.
Tous les soixante-dix-sept jours, le Bougainville fait une escale au Havre. Il émet 37 grammes de CO2 par kilomètre et par conteneur transporté.

## Construction
Le CMA CGM Bougainville a été livré par le chantier naval Samsung Heavy Industries. Il possède les dernières innovations en matière d’ingénierie maritime et de respect des normes de l'Organisation maritime internationale. Il est également équipé des dernières innovations[Lesquelles ?] dans les domaines de l'écologie, l'efficacité économique et la sécurité.

### Propulsion
Le moteur développe 87 000 ch et l'hélice atteint 10 m de diamètre.

## Littérature
L'ouvrage Pontée de Jean-Paul Honoré, qui raconte de manière poétique son voyage de trente-huit jours, entre Chine et Europe à bord de ce navire, obtient en 2019 le prix Livre & Mer Henri-Queffélec.

### Navires de la même série
- CMA CGM Kerguelen
- CMA CGM Georg Forster